# الكريمات (المغرب)
الكريمات هي بلدة مغربية تقع غرب مدينة مراكش وتبعد عنها حوالي 140 كلم، المدينة تنتمي لإقليم الصويرة وتضم 10.842 نسمة (إحصاء 2004). والسكان فيها يعتمدون على النشاط الفلاحي. وتتوفر البلدة على مساحات مهمة من شجر الزيتون0